# Keldeo
Keldeo (ケルディオ, Keldéo, dans les versions originales en japonais) est l'une des espèces de Pokémon, une franchise de médias créée par Satoshi Tajiri, détenue par Nintendo et regroupant des jeux vidéo, des animés, des mangas, des livres et des cartes à jouer. Pokémon légendaire, il est de type eau et combat et occupe la 647e place du Pokédex national, l'encyclopédie qui recense les différentes espèces de Pokémon.
Il est aussi le personnage principal de l'intrigue du quinzième film Pokémon Kyurem vs la Lame de la justice, où il révèle une nouvelle forme générique dénommée « Aspect décidé ».
Il est communément surnommé Rainbow dash ou lame de la justice par les fans de My Little Pony, en référence au personnage du même nom.

## Création

### Conception graphique
Comme la plupart des autres Pokémon, la conception de Keldeo est l’œuvre de Ken Sugimori et de l’équipe de développement des personnages du studio Game Freak. Il a été révélé officiellement dans l'édition de février 2012 du mensuel CoroCoro Comic.
Nintendo et Game Freak n'ont pas évoqué les sources d'inspiration de ce Pokémon. Néanmoins, il semble que Keldeo est fortement inspiré du Kelpie, cheval surnaturel aquatique issu des légendes nordiques, et d'une licorne du fait de la corne qu'il porte au milieu du front, principale caractéristique de cette créature légendaire. La première hypothèse peut être vérifiée par l’étymologie du Pokémon : le nom Keldeo est certainement dérivé du mot Kelpie et de Deo, datif de Deus qui signifie Dieu en latin. À noter aussi que le suffixe pourrait également provenir du mot Rodéo (un sport impliquant des compétences avec les chevaux).

## Description
Keldeo est décrit comme un poulain. Il possède une corne, une crinière rouge, est principalement de couleur pâle avec de la fourrure bleu clair couvrant le cou et le dos de sa tête, et a de longs sourcils et sabots bleu foncé. Dans son « Aspect décidé », sa corne devient une longue lame bleue, ses sourcils disparaissent et trois « plumes » colorées de sa crinière représentent trois membres de la Lame de la justice : verte pour Viridium, bleue pour Cobaltium et marron pour Terrakium.
L'histoire de Keldeo se rapproche beaucoup de d'Artagnan du roman Les Trois Mousquetaires. Comme lui, il est le dernier et le plus jeune d'un groupe. Sa queue ressemble au chapeau à plumes, signe distinctif du jeune mousquetaire.
La Lame de la justice est un terme générique pour désigner le quatuor de Cobaltium, Viridium, Terrakium et Keldeo. le clan est adapté du roman Les Trois Mousquetaires d'Alexandre Dumas : Cobaltium représente Athos, Terrakium représente Porthos et enfin Viridium représente Aramis. Ils ont pour mission de protéger les Pokémon.

## Apparitions

### Jeux vidéo
Keldeo apparaît dans série de jeux vidéo Pokémon à partir de la cinquième génération, c'est-à-dire les versions de Pokémon Noir et Blanc. D'abord en japonais, puis traduits en plusieurs autres langues, ces jeux ont été vendus à plus de 200 millions d'exemplaires à travers le monde.
Il n'y a aucune façon de capturer Keldeo de façon légitime dans les jeux vidéo de la série Pokémon, il ne peut être obtenu que grâce à des distributions spéciales, en contenu téléchargeable,.
En combat, les attaques les plus puissantes de Keldeo sont « Hydrocanon » (Hydro pump) et « Close Combat ». Ces attaques sont respectivement de types eau et combat. Il est aussi le seul Pokémon à pouvoir apprendre « Lame Ointe » (Secret sword), et ce seulement après avoir remplis certaines conditions.

### Série télévisée et films
La série télévisée Pokémon ainsi que les films sont des aventures séparées de la plupart des autres versions de Pokémon et mettent en scène Sacha en tant que personnage principal. Sacha et ses compagnons voyagent à travers le monde Pokémon en combattant d'autres dresseurs Pokémon.
Il tient le rôle principal du film Kyurem vs la Lame de la justice ; Keldeo s’entraîne sans relâche tous les jours avec Cobaltium, Terrakium et Viridium afin de devenir lui aussi une Lame de la Justice. Un soir, il décide d'affronter dans le dos de ses partenaires Kyurem mais pris de peur, il s'enfuit. Kyurem va alors le pourchasser.

### Manga
Un manga basé sur le film Kyurem vs la Lame de la justice est paru le 13 juin 2013 en France. Les critiques de cette interprétation en bande dessinée japonaise sont partagées ; ainsi planète BD juge l'adaptation « décevante » tandis que lafoliedesmangas affirme qu'on prend « plaisir à la lire » et attribue au scénario un 7/10.